# 台湾山豆根
台湾山豆根（学名：Euchresta formosana）为豆科山豆根属下的一个种。其种加词“formosana”意为“台湾的”。